# 馬氏新片盾介殼蟲
馬氏新片盾介殼蟲（学名：Neoparlatoria maai）为盾介殼蟲科新片盾介殼蟲屬下的一个种。